# MGM (üzemmód)
A Machine Generated Mode (MGM) olyan rádiófrekvenciás jelet alkalmazó üzemmód, ahol a kisugárzandó jelet klasszikus analóg módon nem lehet előállítani, csak valami processzort tartalmazó (személyi számítógép, mikrovezérlő, SDR) segítségével.

## Az MGM lehetőségei
Az MGM nem adásmódot határoz meg, hanem valamilyen processzort tartalmazó eszközzel előállított, az információtartalomnak megfelelő adásmódú modulált jelet. Az MGM lehetőségei nagyon szélesek, néhány példa:
- Jeladó, fix vagy mozgó állomás aktuális helyadatait sugározza ki
- Időjárásállomás: előre programozott időben, vagy valamilyen külső kérésre kiküldi a szenzorokról beolvasott értékeket. Bármilyen formában, morze jelek formájában, digitális módban, vagy akár  beszédszintetizátorral is kisugározhatja.
- Digitális hangátvitel
- Digitális képátvitel